# Simorgh (shahrestan)
Simorgh (persiska: شهرستان سیمرغ, Shahrestan-e Simorgh) är en delprovins (shahrestan) i Iran. Den ligger i provinsen Mazandaran, i den norra delen av landet. Administrativt centrum är staden Kiakola.
Simorgh hade 19 376 invånare 2016.